# Lekkoatletyka na Światowych Wojskowych Igrzyskach Sportowych 2019 – bieg na 800 m kobiet
Bieg na 800 metrów kobiet – jedna z konkurencji biegowych rozegranych w dniu 23 października 2019 roku podczas 7. Światowych Wojskowych Igrzyskach Sportowych na kompleksie sportowym WH FRSC Stadium w Wuhanie.

## Terminarz
| Data                      | Godzina (UTC+08:00) | Wydarzenie             |
| ------------------------- | ------------------- | ---------------------- |
| 23 października 2019(dts) | 10:50               | Eliminacje – bieg nr 1 |
| 23 października 2019(dts) | 10:55               | Eliminacje – bieg nr 2 |
| 23 października 2019(dts) | 21:05               | Finał                  |

## Rekordy
Tabela prezentuje rekord świata, a także rekord Igrzysk wojskowych (CSIM) przed rozpoczęciem mistrzostw.
|                                   | Zawodnik              | Wynik   | Miejsce   | Data                     |
| --------------------------------- | --------------------- | ------- | --------- | ------------------------ |
| Rekord świata                     | Jarmila Kratochvílová | 1:53,28 | Monachium | 26 lipca 1983(dts)       |
| Rekord Igrzyska wojskowych (CSIM) | Natalija Łupu         | 1:59,99 | Mungyeong | 5 października 2015(dts) |

## Uczestnicy
Do zawodów zgłoszono 12 lekkoatletki reprezentujących 10 kraje, sklasyfikowanych zostało 10. Jedno państwo mogło wystawić 2 zawodniczki. Polska nie była reprezentowana w tej konkurencji.

## Medaliści
| Złoto                         | Srebro                               | Brąz                 |
| Natalija Pryszczepa · Ukraina | Nimali Liyana Arachchige · Sri Lanka | Nelly Korir · Brunei |

## Rezultaty

### Kwalifikacje
Awans do finału: trzy z każdego biegu eliminacyjnego (Q) oraz dwie z najlepszymi czasami wśród przegranych (q).
| Pozycja | Bieg | Zawodnik                 | Państwo           | Czas    | Uwagi |
| ------- | ---- | ------------------------ | ----------------- | ------- | ----- |
| 1       | 2    | Nelly Korir              | Brunei            | 2:07.50 | Q     |
| 2       | 2    | Nimali Liyana Arachchige | Sri Lanka         | 2:07,86 | Q     |
| 3       | 2    | Sade Sealy               | Barbados          | 2:07,88 | Q     |
| 4       | 2    | Florina Ștefana          | Rumunia           | 2:08,29 | q     |
| 5       | 1    | Natalija Pryszczepa      | Ukraina           | 2:08,79 | Q     |
| 6       | 2    | Annette Melcher          | Stany Zjednoczone | 2:08,90 | q     |
| 7       | 1    | Jarinter Mawia           | Kenia             | 2:09.12 | Q     |
| 8       | 1    | Gayanthika Abeyrathne    | Sri Lanka         | 2:09.18 | Q     |
| 9       | 1    | Wang Chunyu              | Chiny             | 2:14,44 |       |
| 10      | 2    | Sarawasati Bhattrai      | Nepal             | 2:15,01 |       |
| -       | 1    | Manal Mohammad           | Bahrajn           | DNF     |       |
| -       | 2    | Tajana Zidov             | Chorwacja         | DNS     |       |

### Finał
| Pozycja | Tor | Zawodnik                 | Państwo           | Czas    | Uwagi |
| ------- | --- | ------------------------ | ----------------- | ------- | ----- |
| 01 !    | 6   | Natalija Pryszczepa      | Ukraina           | 2:05,14 | CR    |
| 02 !    | 4   | Nimali Liyana Arachchige | Sri Lanka         | 2:06,14 |       |
| 03 !    | 5   | Nelly Korir              | Brunei            | 2:06,50 |       |
| 4       | 7   | Sade Sealy               | Barbados          | 2:06,66 |       |
| 5       | 3   | Jarinter Mawia           | Kenia             | 2:09,29 |       |
| 6       | 9   | Florina Ștefana          | Rumunia           | 2:09,84 |       |
| 7       | 8   | Annette Melcher          | Stany Zjednoczone | 2:07,52 |       |
| 8       | 2   | Gayanthika Abeyrathne    | Sri Lanka         | 2:07,61 |       |

Źródło: Wuhan.